# Unorganized Borough
L'Unorganized Borough ("Borough non organizzato") è un borough dello stato dell'Alaska, negli Stati Uniti. La stima della popolazione al 2009 è di 77.393 abitanti.

## Geografia fisica
Lo United States Census Bureau certifica che l'estensione dell'area è di 969.318 km².

## Amministrazione
Questa grande area non ha altro governo locale che i distretti scolastici e le municipalità. Tranne che nelle città incorporate, tutti i servizi governativi, incluso l'ordine pubblico, sono di competenze statale.
L'Alaska adottò il sistema dei borough nel 1961, prevedendo una loro competenza su tutti i temi di governo locale. Secondo il X articolo della Costituzione dell'Alaska, le aree dello stato non in grado di sostenere una suddivisione inferiore avrebbero dovuto essere divise in vari boroughs non organizzati, un meccanismo dello stato per regionalizzare i servizi: in realtà, non furono mai creati dei boroughs separati. L'intero stato venne infatti considerato come un unico grande borough non organizzato con il Borough Act del 1961, e con il passare degli anni, vennero creati boroughs organizzati a partire da esso.
Lo status non organizzato di questa vasta area non è ovunque accettato senza controversie. Molti Alaskani residenti nei boroughs organizzati hanno l'impressione di sovvenzionare in modo impari i cittadini dell'Unorganized Borough, in particolar modo nel settore dell'istruzione. Nel 2003, l'Alaska Division of Community Advocacy ("Istituto per la Divisione delle Comunità dell'Alaska") ha identificato otto aree dell'Unorganized Borough che presentano le caratteristiche necessarie per lo scorporo da tale area. Sono state presentate delle bozze alla Legislatura dell'Alaska, ma nessuna è stata ancora trasformata in legge. 

## Census Area
A partire dal 1970, per facilitare i censimenti nella vasta area, l'United States Census Bureau, in cooperazione con lo stato, l'ha suddivisa in 11 census area. Le Census Area sono diventate 10 nel 2013 quando Petersburg è diventato borough.
- Aleutine occidentali
- Bethel
- Dillingham
- Skagway-Hoonah-Angoon
- Nome
- Prince of Wales-Hyder
- Southeast Fairbanks
- Valdez-Cordova
- Wade Hampton
- Yukon-Koyukuk

## Comunità maggiori
- Bethel
- Cordova
- Craig
- Deltana
- Dillingham
- Hooper Bay
- Metlakatla
- Nome
- Petersburg
- Tok
- Unalaska
- Valdez
- Wrangell